# راه‌آهن یونیون پاسیفیک
راه‌آهن یونیون پاسیفیک (انگلیسی: Union Pacific Railroad) یک شرکت راه‌آهن در کشور ایالات متحده آمریکا است.
این شرکت که در سال ۱۸۶۲ تأسیس شده مقر آن در شهر اوماها، نبراسکا است و مدیریت خطوط راه‌آهن ۵۱٬۶۶۰ کیلومتر در ۲۳ ایالت را بر عهده دارد.

## نگارخانه

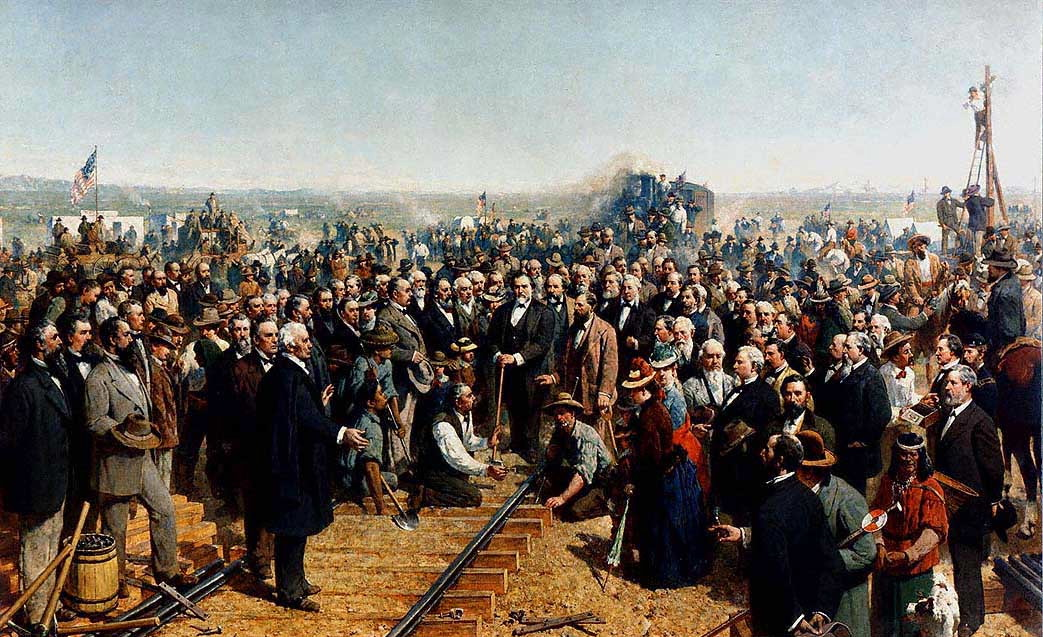
۱۸۶۹
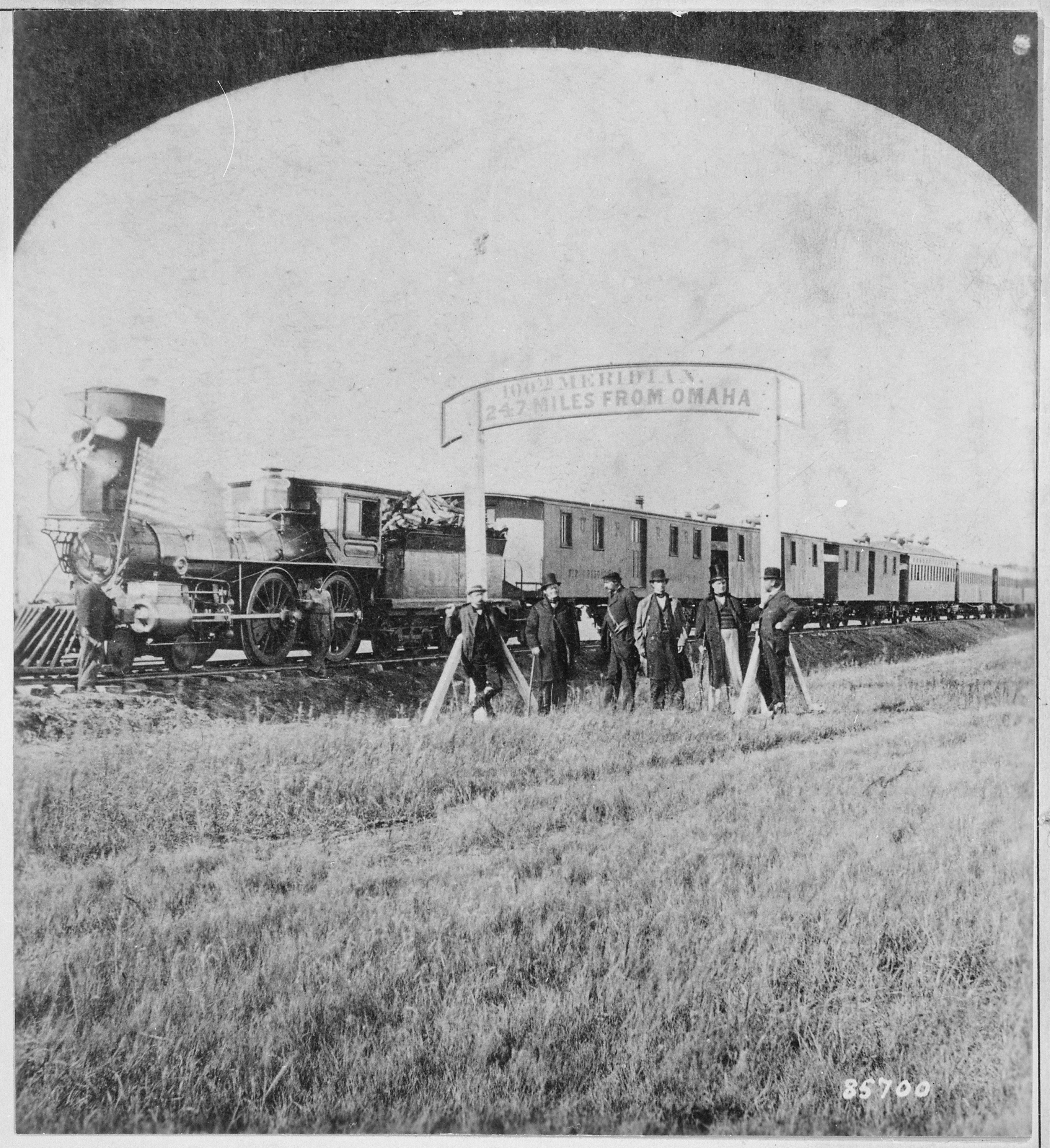
۱۸۶۶
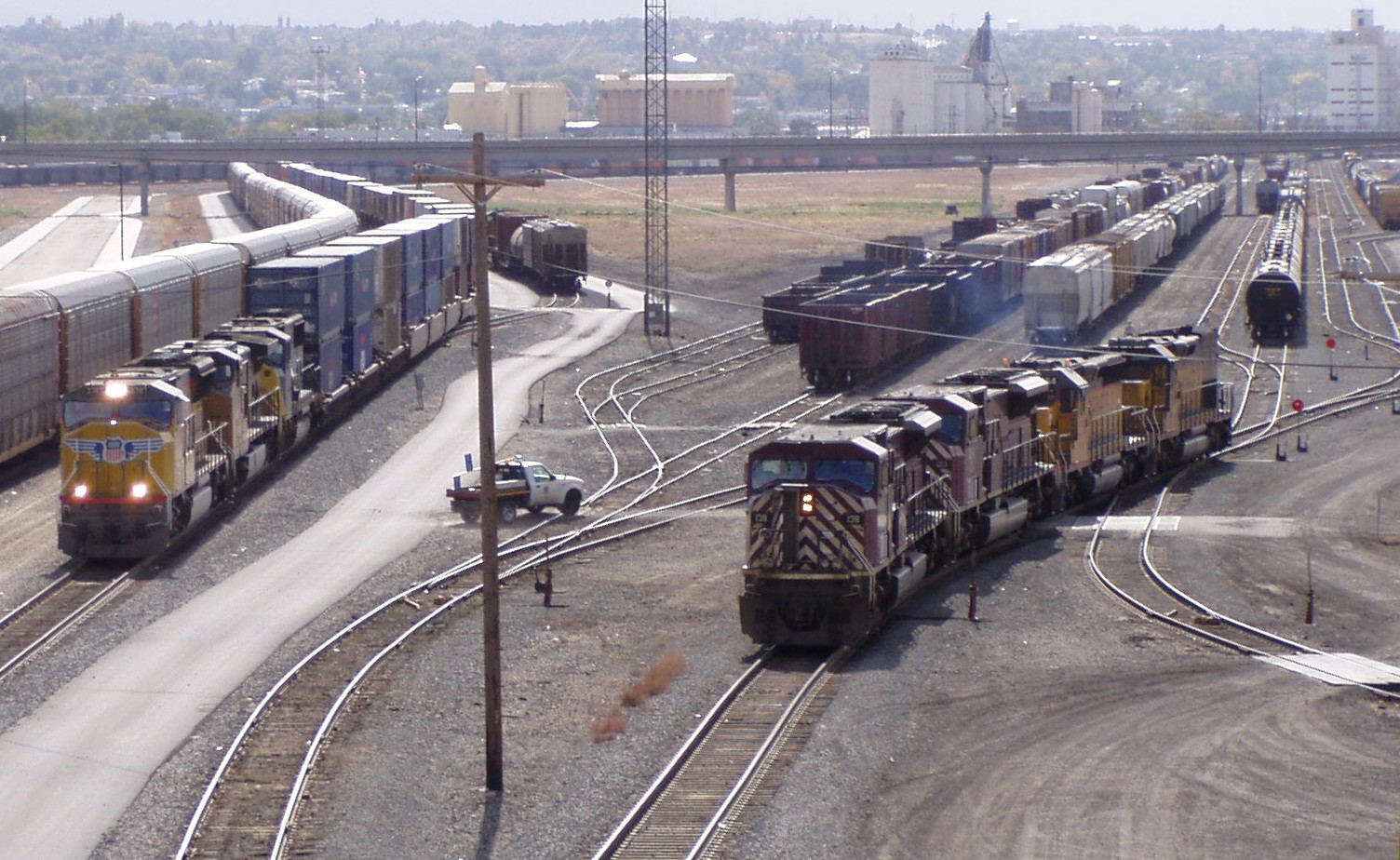
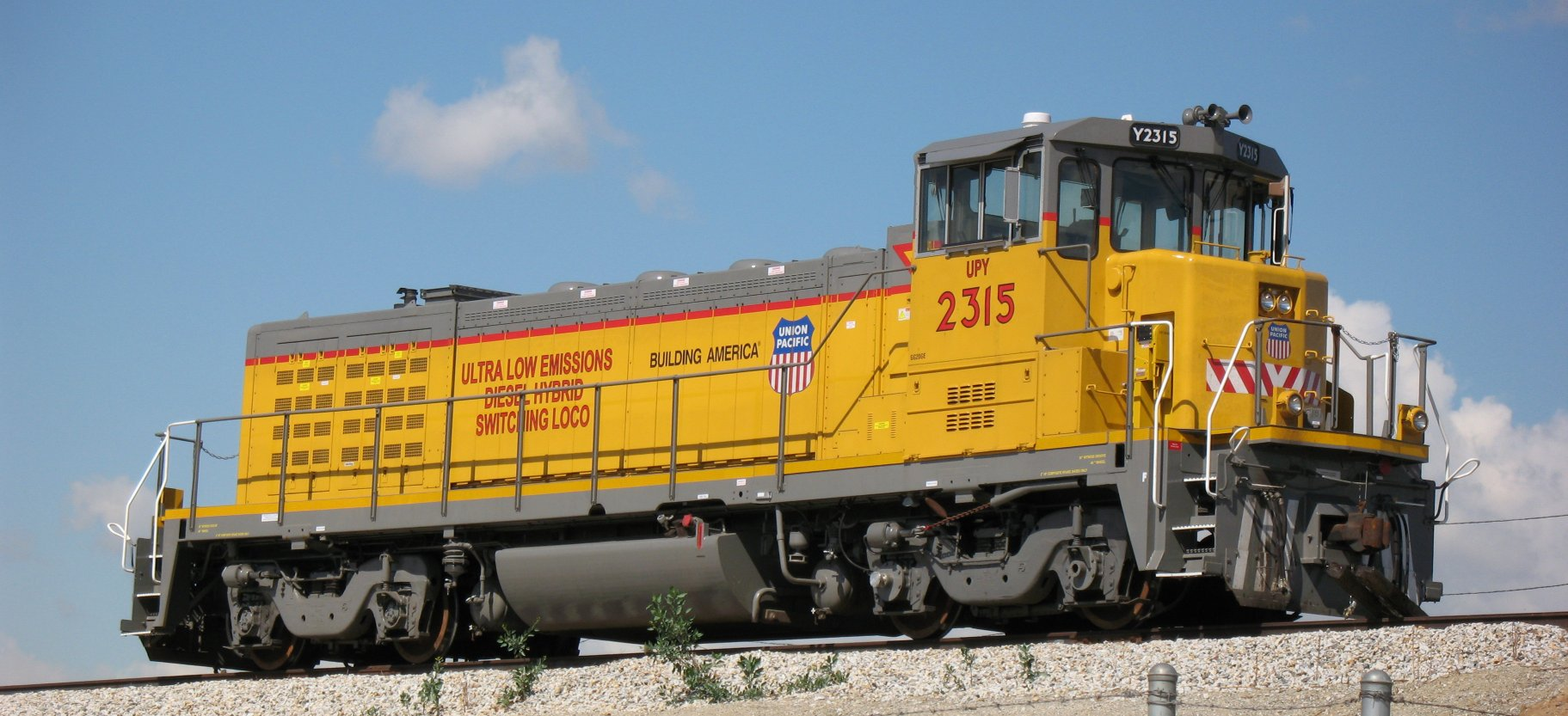
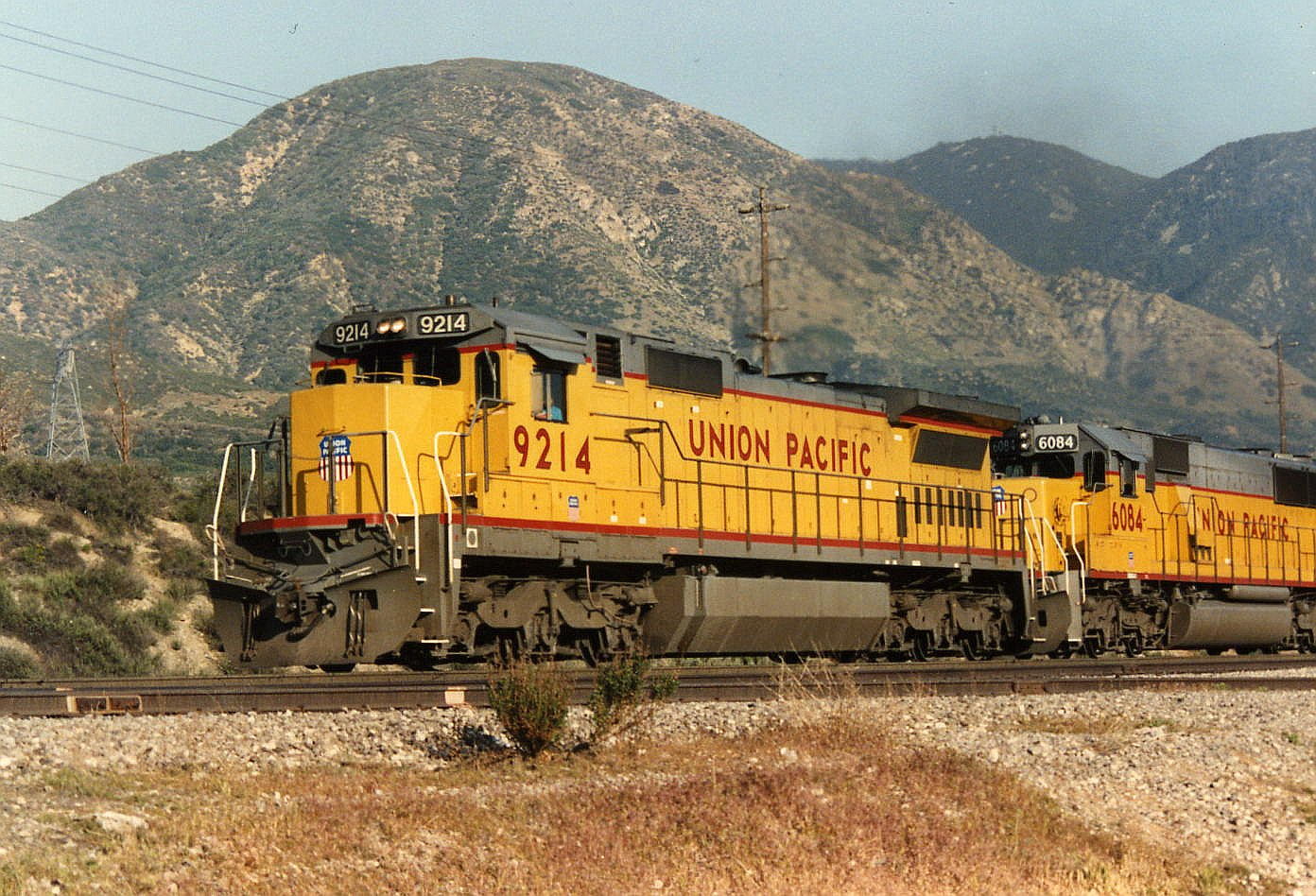